# Новиков, Вячеслав Илларионович
Вячеслав Илларионович Новиков (28 декабря 1893, д. Михайловка, Оренбургская губерния, Российская империя — 21 ноября 1955, Москва, РСФСР, СССР) — советский актёр театра и кино. Заслуженный артист РСФСР (1945).

## Биография
Родился 28 декабря 1893 года в деревне Михайловка Оренбургской губернии в семье отца, который являлся служащим фирмы и матери домашней хозяйки. Позже семья переехала в Москву.
Учился во Второй гимназии. В 1915 году её окончил и поступил в это же году на юридический факультет первого Московского государственного университета. Работал счетоводом на Московском фармацевтическом заводе имени Семашко. Также мужчина учился одновременно на драматическом отделении Центрального техникума театрального искусства, где получил диплом актёра. Являлся военнослужащим. Играл в разных театрах, в кино начал сниматься с 1926 года по 1953 год.
Ушёл из жизни 21 ноября 1955 года в Москве. Похоронен на Ваганьковском кладбище, участок 35.

### Личная жизнь
Был женат на Анастасии Фёдоровне Зотовой, которая являлась реквизитом Камерного театра и Театра имени Пушкина. У них был сын Владимир Новиков, который служил военным моряком, служил на торпедных катерах, работал на заводе «Электроприбор».

## Фильмография
- 1926 — Мать — рабочий
- 1930 — Тихий Дон — Коршунов
- 1936 — Заключённые — Митя
- 1936 — Отец и сын — секретарь парткома
- 1937 — Граница на замке — Бирюк
- 1939 — В людях — Яков Каширин
- 1938 — Детство Горького — Яков Каширин
- 1941 — Первопечатник Иван Фёдоров — монах Иона
- 1946 — Крейсер «Варяг» — Антоныч
- 1947 — Мальчик с окраины — мастер
- 1953 — Вихри враждебные — эпизод
- 1953 — Свадьба Кречинского — Фёдор

## Оценочные мнения
По мнению киноведа Алексея Тремасова Новиков играл небольшие характерные роли. Лучшая из них — жадный и глуповатый Яков Каширин, дяди юного Алёши Пешкова, в двух первых фильмах трилогии Марка Донского о Горьком «Детство Горького» и «В людях».

## Звания и награды
- Заслуженный артист РСФСР (28 января 1945)[2].